# Idy marcowe

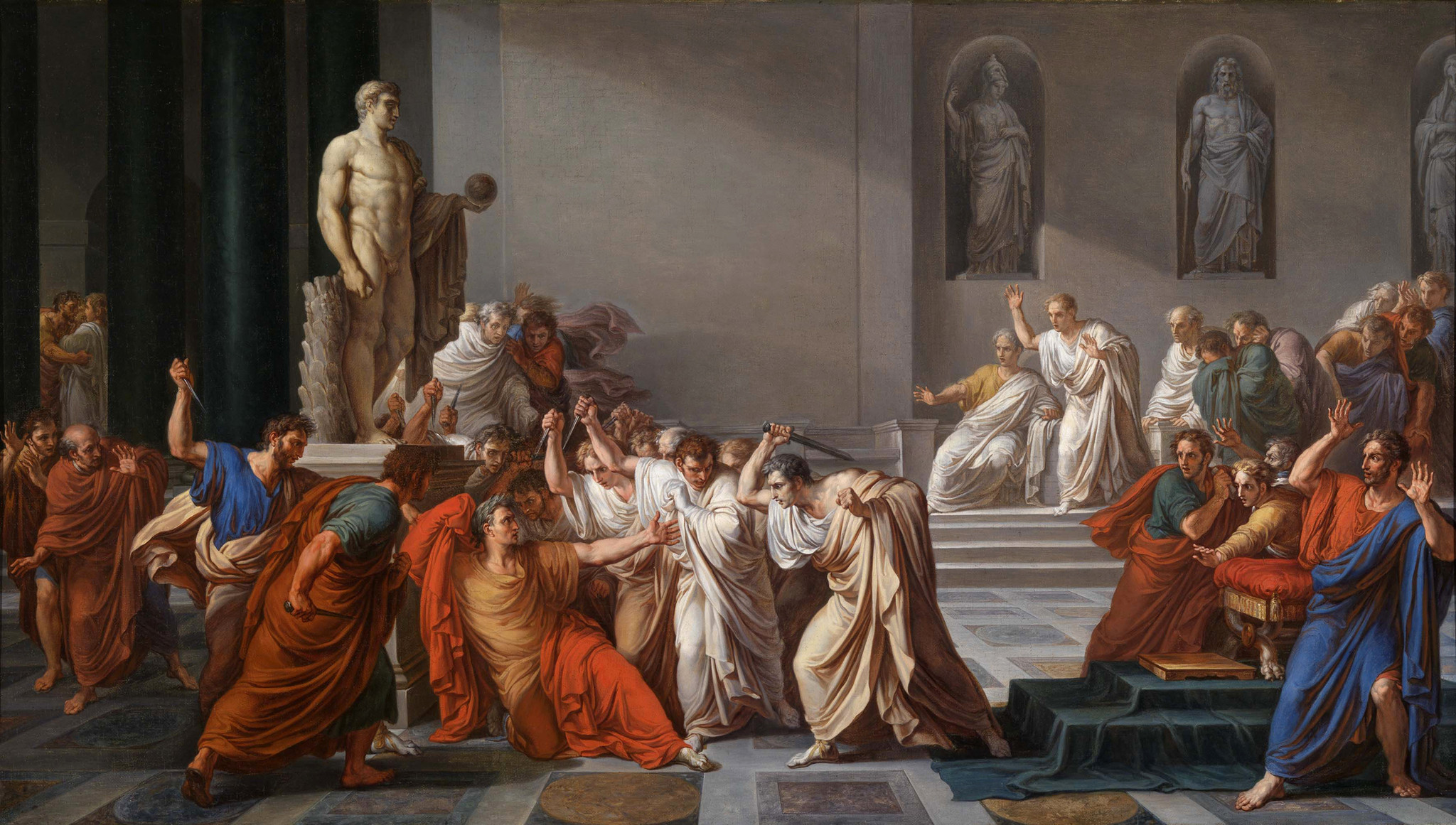
Zabójstwo Juliusza Cezara w idy marcowe (mal. Vincenzo Camuccini, 1804/1805)

Idy marcowe (łac. Idus Martiae, także Idus Martii) − w kalendarzu rzymskim środek miesiąca przypadający piętnastego dnia marca.
Był dniem hucznych obchodów święta rzymskiego boga wojny – Marsa. Odbywały się wówczas wojskowe parady i przegląd wojsk.
Szczególną rolę tego święta zaznaczyło zamordowanie w 44 roku p.n.e. Juliusza Cezara przez grupę około 60 zamachowców, wśród nich jego przyjaciela, Brutusa.